# Gündlingen

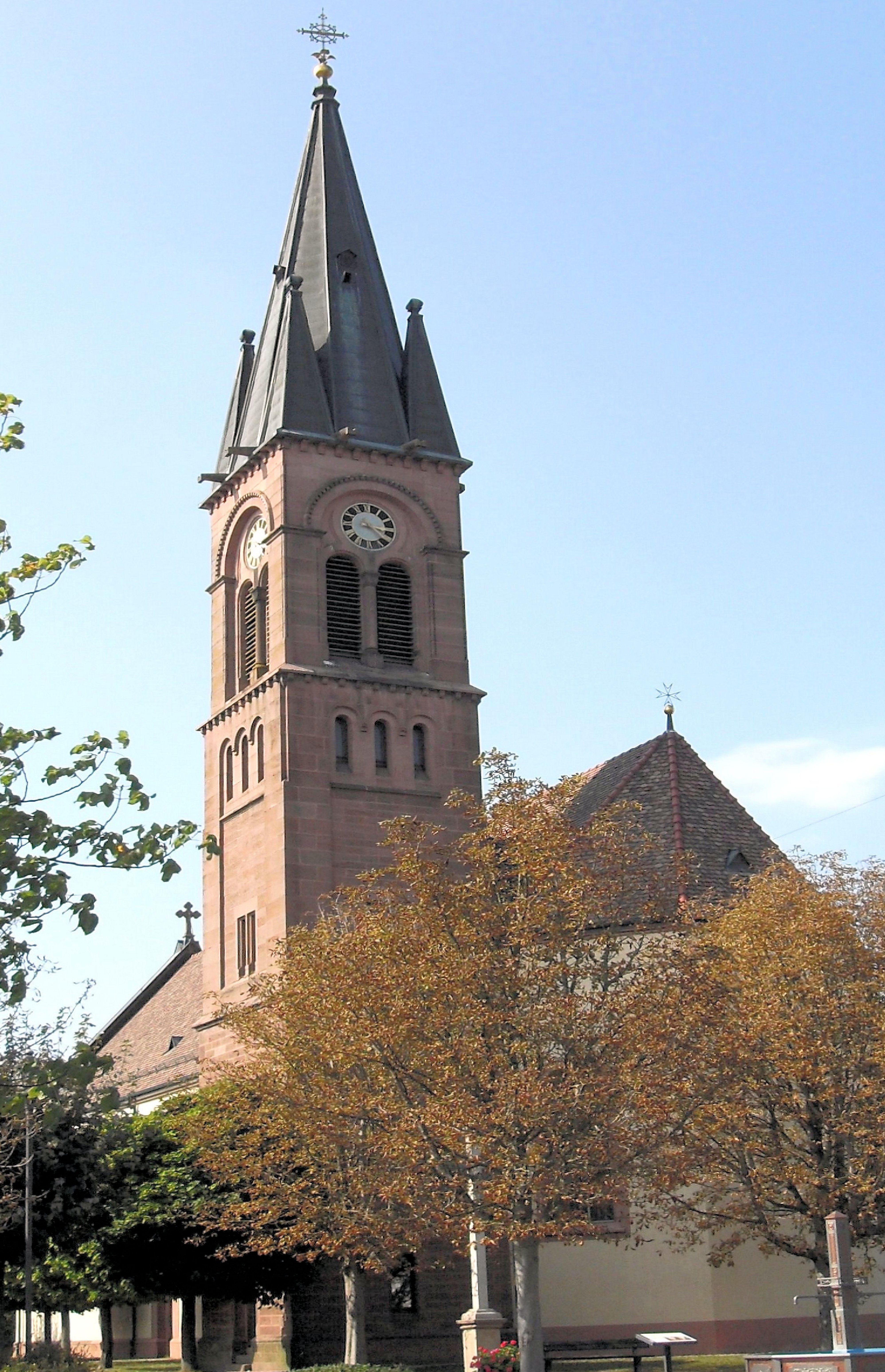
Kirche St. Michael

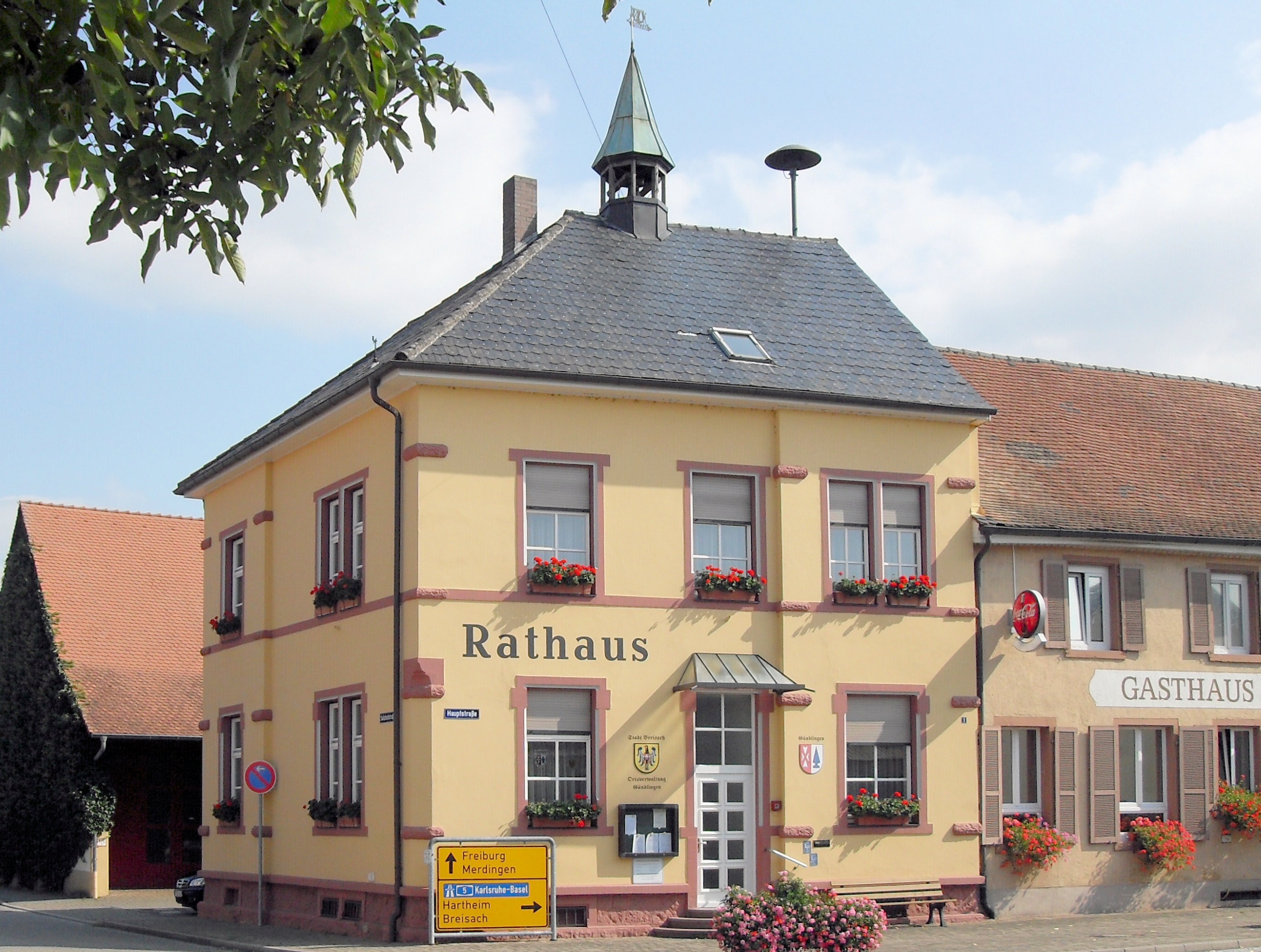
Ehemaliges Rathaus

Gündlingen ist ein Dorf nördlich des Markgräflerlands in Baden-Württemberg. Bis zur Eingemeindung am 1. April 1972 in die Stadt Breisach am Rhein war Gündlingen selbständig. Auf den 11,15 km² der Gemarkung Gündlingen leben 1790 Einwohner (Stand 31. Dezember 2021).

## Geographie
Gündlingen liegt südlich des Kaiserstuhls, etwa drei Kilometer vom Rhein entfernt, der hier die Grenze zu Frankreich bildet.

## Geschichte
Im Jahr 854 wird Gündlingen erstmals als Cundininga in einer Besitzurkunde des Klosters St. Gallen urkundlich erwähnt. Oft wird diese Urkunde als „Gründungsurkunde“ bezeichnet, was jedoch nicht richtig ist. Sie wurde zwar in Gündlingen niedergeschrieben, hat aber den Inhalt „Tuoto schenkt einen von seinem Vater an Sanct Gallen übertragenen Neubruch zu (Kirch-)Zarten an Sanct Gallen“. Der Ort könnte noch wesentlich älter sein. Archäologische Funde bezeugen, dass die Gemarkung von Gündlingen schon viel früher besiedelt war, obwohl man hier vielleicht nicht von einem Ort sprechen kann. Funde in einigen der zahlreichen Grabhügeln aus der Hallstadt- bzw. Latènezeit rund um Gündlingen (~ab 800 v. Chr.) belegen eine keltische Besiedelung in diesem Zeitraum. Von internationaler Bedeutung ist das „Gündlingen-Schwert“, welches hier gefunden wurde, aber auch in anderen Gebieten Europas vorkommt. Der Erstfund in Gündlingen gab diesem Typ von Schwert den Namen.
Ministerialen der Herzöge von Zähringen sind in Gündlingen für das 11. Jahrhundert überliefert. 1297 wurde die Herrschaft von den Markgrafen von Baden an den Johanniterorden übertragen. Im Besitz der Johanniterkommende Heitersheim blieb Gündlingen bis 1806 und war danach Teil des Großherzogtums Baden.
Im 30- jährigen Krieg war Gündlingen abwechselnd Hauptquartier der beiden Konfliktparteien und wurde deshalb nahezu vollständig zerstört. Bei der erfolglosen Belagerung der Reichsfestung Breisach von 1633 war Gündlingen Hauptquartier der Schweden als Vertreter der protestantischen Liga, während bei der 2. Belagerung der Stadt von 1638 durch Herzog Bernhard von Sachsen-Weimar die kaiserlichen Truppen hier Stellung bezogen. Aus diesem Jahr stammt ein umfangreicher Schriftverkehr aus Gündlingen des dortigen Befehlshabers an Herzog Maximilian I. (Bayern), auch Kurfürst von Bayern, (1573–1651), dem die Gründung der Kaiserlichen Liga zugeschrieben wird. Die protestantische Liga nahm nicht weit davon in Hochstetten Quartier, also fast in Sichtweite. Während dieser 2. Belagerung von Breisach starben die meisten der ursprünglich ca. 4.000 Einwohner, es überlebten nur etwas mehr als hundert.  Nach dem Westfälischen Frieden von 1648 kam Breisach einschließlich dem zugehörigen Ort Hochstetten für über 50 Jahre zu Frankreich, die heiße Grenze zwischen den beiden Erzfeinden Frankreich und dem Habsburgerreich verlief damit über längere Zeit praktisch an der Gemarkungsgrenze von Gündlingen.
Da französische Truppen auch in der Folgezeit immer wieder diese Grenze überschritten und Eroberungszüge bis nach Freiburg machten, wurde die Gegend um Gündlingen bis Anfang des 19. Jahrhunderts ständig von kriegerischen Ereignissen geplagt.

## Wappen
Blasonierung: In gespaltenem Schild vorn in Rot ein silbernes Johanniterkreuz, hinten in Silber eine gestürzte blaue Pflugschar.

## Verkehr
Nach Hochstetten und weiter nach Breisach führt die Grüne Straße als Radweg von Titisee-Neustadt über Colmar nach Contrexéville. In Richtung Ihringen verläuft ein Radweg entlang der L 134. Die L 124 verbindet Ihringen über Gündlingen mit Hartheim. Zwei Kilometer südwestlich des Dorfkerns verläuft die Bundesstraße 31.

## Bauwerke
- Kirche St. Michael Arcangeli, ursprünglich romanischer Bau mit Westturm, von 1881 bis 1883 mit neogotischen und neobarocken Elementen um- und teilweise neu gebaut. Der Friedhof war ursprünglich rund um die Kirche angeordnet, wurde jedoch Mitte des 19. Jahrhunderts auf ein Feld an der Ihringer Straße verlegt. In einem nicht öffentlich zugänglichen Teil des alten Friedhofs bei der St. Michaelskirche befinden sich noch einige alte Grabsteine.
- „Salzhof“, früher auch als „Alzenacher Hof“ bekannt, ältestes Bauwerk im Ort, mit vermuteten Mauerresten einer Wasserburg. Durch einen Verkauf des Salzhofs an die Johanniter-Kommende in Heitersheim kam er 1347 in den Besitz des Frauenklosters Sulzburg
- Zwei Wegkapellen aus dem 19. Jahrhundert (Anna- und Fridolinkapelle)

## Im Ort geboren
- Johann Georg Binz (1748–1824), Wiener Buchhändler, Verleger und Antiquar. Binz schätzte u. a. den Nachlass von Mozart. Er ist ein Urgroßvater der Wiener Schauspielerin Katharina Schratt, der Mätresse von Kaiser Franz Joseph I.
- Alois Häfele (1893–1966), Polizeimeister in Karlsruhe, SS-Mitglied, Wachmann im Vernichtungslager Chełmno (Kulmhof) in Polen. Häfele wurde 1965 im sogenannten Bonner Prozeß wegen Beihilfe am Mord in mindestens 93.000 Fällen zu 13 Jahren Haft verurteilt, starb aber vor Haftantritt 1966 zu Hause in Karlsruhe.